# Carthara abrupta
Carthara abrupta är en fjärilsart som beskrevs av Philipp Christoph Zeller 1881. Carthara abrupta ingår i släktet Carthara och familjen mott. Inga underarter finns listade i Catalogue of Life.